# Giose Rimanelli
Giose Rimanelli (Casacalenda, 28 novembre 1925 – Lowell, 6 gennaio 2018) è stato un poeta e saggista statunitense nato e vissuto in Italia fino al 1960 e poi negli Stati Uniti d'America dal 1960 fino alla morte a 92 anni.

## Biografia
Di padre italiano (Vincenzo Rimanelli, emigrato molisano) e madre canadese (Concettina Minicucci), dal 1960 ha vissuto due anni in Canada (1964-1966) e 56 anni negli Stati Uniti (1950-1964; 1966-2018), dove ha insegnato Italiano e Letteratura comparata in varie università (New York University, Sarah Lawrence University, Yale University, British Columbia, University of California-Los Angeles e State University of New York at Albany), oltre a continuare la sua carriera di scrittore e poeta. Ha vissuto a Lowell (Massachusetts) per oltre 30 anni fino alla morte nel 2018, con la moglie Sheryl Lynn Postman (professore universitario all'University of Massachusetts-Lowell).
Il suo nome è principalmente legato al romanzo Tiro al piccione (1953), fra i pochi esempi della cosiddetta "letteratura dei vinti" (i reduci della Repubblica Sociale Italiana), da cui è stato tratto il film omonimo per la regia di Giuliano Montaldo.
Ha collaborato come critico teatrale e autore di commedie con la rivista Il dramma e come critico letterario, con lo pseudonimo di A. G. Solari, con Lo Specchio di Giorgio Nelson Page. In Canada, è stato caporedattore de Il cittadino canadese di Montréal.
È stato il primo italiano invitato a parlare alla Biblioteca nazionale (la Biblioteca del Congresso) degli Stati Uniti nel 1960. Nel 1994, il suo primo romanzo in inglese, Benedetta in Guysterland (Guernica Press) ha vinto il prestigioso premio American Book Awards.  Nel 2008, ha ricevuto il Premio Acerbi (Castel Goffredo) per la carriera di successo in ambito della letteratura italoamericana.
È stato sposato con la professoressa Sheryl Lynn Postman (dal 1988 al 2018), e precedentemente con Elizabeth Lorraine Quatrano-Rimanelli (dal 1963 al 1976) da cui ha avuto il figlio David Rimanelli (1963--, critico d'arte ed editore di Artforum), e con la giornalista Liliana Chiurazzi-Rimanelli (dal 1956 al 1962) da cui ha avuto i figli Marco Rimanelli (1957--, professore alla Saint Leo University in Florida e editore del Florida Political Chronicle) e Michele Rimanelli (1960-2019, agente immobiliare).

## Opere
(elenco parziale)
- Giose Rimanelli, Tiro al piccione, Milano, Mondadori, 1953; Rist. con introduzione di Sebastiano Martelli, Torino, Einaudi, 1991; Rist. con introduzione di Sheryl Lynn Postman e postfazione di Anna Maria Milone, Soveria Mannelli, Rubbettino, 2022.
- Giose Rimanelli, Peccato originale, Milano, Mondadori, 1954.
- Giose Rimanelli, Biglietto di terza, Milano, Mondadori, 1958.
- Giose Rimanelli (pseudonimo "Solari"), Il mestiere del furbo: panorama della narrativa italiana contemporanea, Milano, Sugar, 1959.
- Giose Rimanelli, Una posizione sociale, Firenze, Vallecchi, 1959. Rist. col tit. La stanza grande, introduzione di Sebastiano Martelli, Cava dei Tirreni, Avagliano, 1996. Rist.  Una posizione sociale, introduzione di Anna Maria Milone e saggio di Arnaldo Colasanti, Soveria Mannelli, Rubbettino, 2023.
- Giose Rimanelli e Roberto Ruberto (a cura), Modern Canadian Stories, Toronto: McGraw Hill-Ryerson Press, 1966.
- Giose Rimanelli, Carmina blabla: versi e disegni, 1959-1967, Padova, Rebellato, 1967.
- Giose Rimanelli, Monaci d'amore medievali, Roma, Trevi, 1967.
- Giose Rimanelli, Tragica America, Genova, Immordino, 1968.
- Giose Rimanelli e Kenneth J. Atchity (a cura), Italian Literature: Roots and Branches, New Haven, Yale University Press, 1976.
- Giose Rimanelli, Graffiti, Isernia, Marinelli, 1977.
- Giose Rimanelli, Molise, Molise, Isernia, Marinelli, 1979.
- Giose Rimanelli, Moliseide: Songs and Ballads in the Molisan Dialect, New York: P. Lang, 1992.
- Giose Rimanelli, Benedetta in Guysterland, Premio American Book Club Award 1994, Montreal, Guernica, 1993.
- Luigi Fontanella-Giose Rimanelli, Da G. a G.: 101 Sonnets/Somnets, bilingual edition, edited by Luigi Bonaffini, New York: Peter Lang, 1996.
- Giose Rimanelli, Detroit Blues, Welland, Soleil, 1997.
- Giose Rimanelli, Accademia, Toronto, Guernica, 1997.
- Giose Rimanelli, Moliseide and Other Poems, Ottawa, Legas, 1998.
- Giose Rimanelli, Torquato di Tella e Michele Castelli, In nome del padre, Isernia, Iannone, 1999.
- Giose Rimanelli, Familia: Memoria dell'Emigrazione, Isernia, Iannone, 2000.
- Giose Rimanelli, Discorso con l'altro: Salò, la guerra civile e l'Italia del dopoguerra, Milano, Mursia, 2000.